# Mobile City
Mobile City é uma cidade localizada no estado norte-americano do Texas, no Condado de Rockwall.

## Geografia
De acordo com o United States Census Bureau, a cidade tem uma área de 0,05 km², onde todos os 0,05 km² estão cobertos por terra.

### Localidades na vizinhança
O diagrama seguinte representa as localidades num raio de 12 km ao redor de Mobile City.

## Demografia
Segundo o censo nacional de 2010, a sua população é de 188 habitantes e sua densidade populacional é de 3 629,36 hab/km². É a cidade mais densamente povoada do Texas. Possui 59 residências, que resulta em uma densidade de 1 139 residências/km².